# Aos Meus Amigos
Aos Meus Amigos é um romance escrito por Maria Adelaide Amaral, publicado originalmente em 1991 pela Editora Globo.

## Sinopse
A história é baseada em histórias reais da vida da escritora, tendo como tema central a amizade, a fraternidade e a lealdade.
No cenário da década de 1970, durante a ditadura militar no Brasil (1964-1985), na década de 70, os amigos jovens com ideais de esquerda, vivem uma grande história de amor e amizade. Nos anos 1990, o suicídio de um deles faz esses amigos se reencontrarem.
A história inspirou a minissérie brasileira Queridos Amigos, exibida na Rede Globo em fevereiro de 2008.